# Sydney Opera House
Sydney Opera House – gmach opery w stylu nowoczesnego ekspresjonizmu, położony na przylądku Bennelong Point w Sydney. 
Opera budowana była w latach 1959–1973, wykonana została ze stali, betonu i szkła. Otwarcie nastąpiło 20 października 1973 – na uroczystości z tej okazji przybyła królowa Elżbieta II. Głównymi architektami byli Jørn Utzon i Ove Arup, których projekt został wybrany spośród 233 zgłoszonych przez przedstawicieli 32 państw świata.
Utzon został uhonorowany w 2003 roku Nagrodą Pritzkera. Budynek opery został wpisany 28 czerwca 2007 roku na listę światowego dziedzictwa UNESCO.

## Historia budowy
Pod koniec lat 40. XX wieku zapadła decyzja o budowie reprezentacyjnego gmachu opery. Na miejsce inwestycji wybrano półwysep Bennelong Point, na którym istniała nieczynna zajezdnia tramwajowa. W celu sfinansowania budowy zorganizowano loterię.
Konkurs architektoniczny na projekt Opery wygrał w 1957 roku duński architekt Jørn Utzon. Jury wybrało projekt spośród 233 zgłoszeń, mimo że autor nie spełnił warunków konkursu – dostarczył tylko ogólny szkic. Budowę rozpoczęto w 1959 roku. Występowały liczne trudności spowodowane nietypową formą łupin sklepienia. Wskutek tego koszty budowy przekroczyły wielokrotnie pierwotny kosztorys, a oddanie budynku do użytku w dniu święta narodowego 26 stycznia przesunięto z 1965 na 1973 rok. Wynikające z tego spory spowodowały, że autor projektu opuścił w 1966 roku Australię. Grupa młodych architektów australijskich doprowadziła projekt do końca, jednak cięcia oszczędnościowe obniżyły standard wykończenia i pogorszyły akustykę.

## Galeria

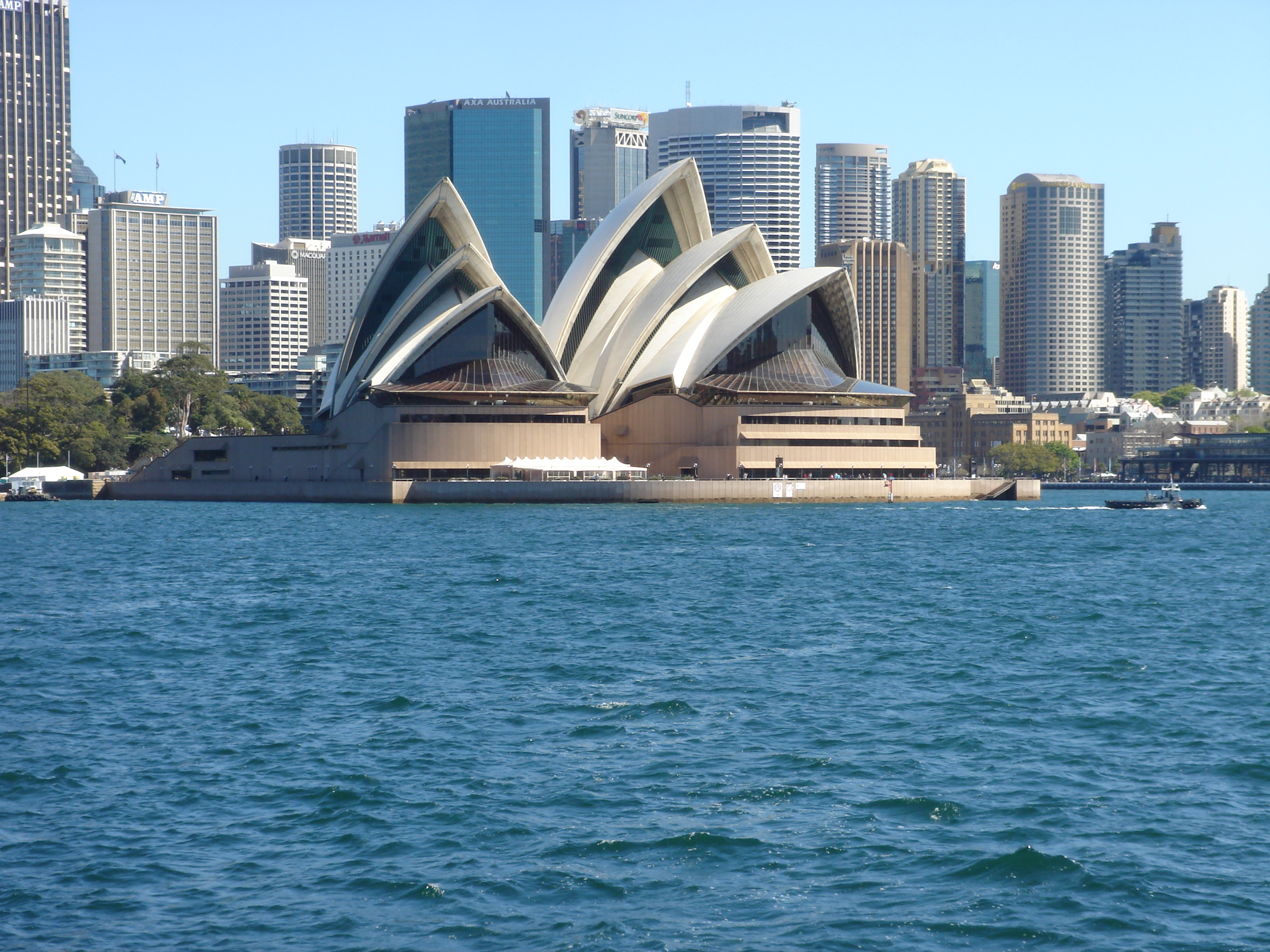
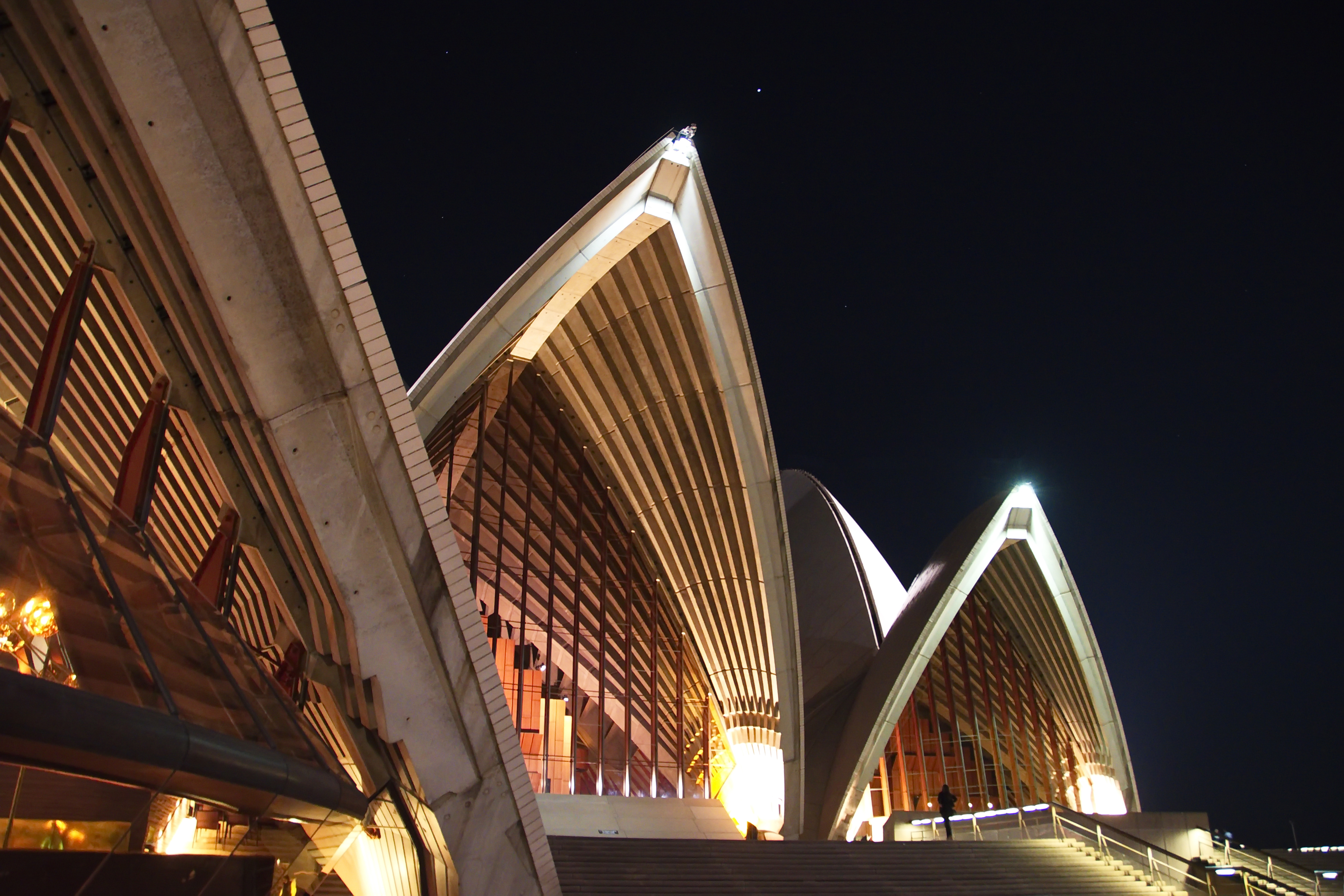
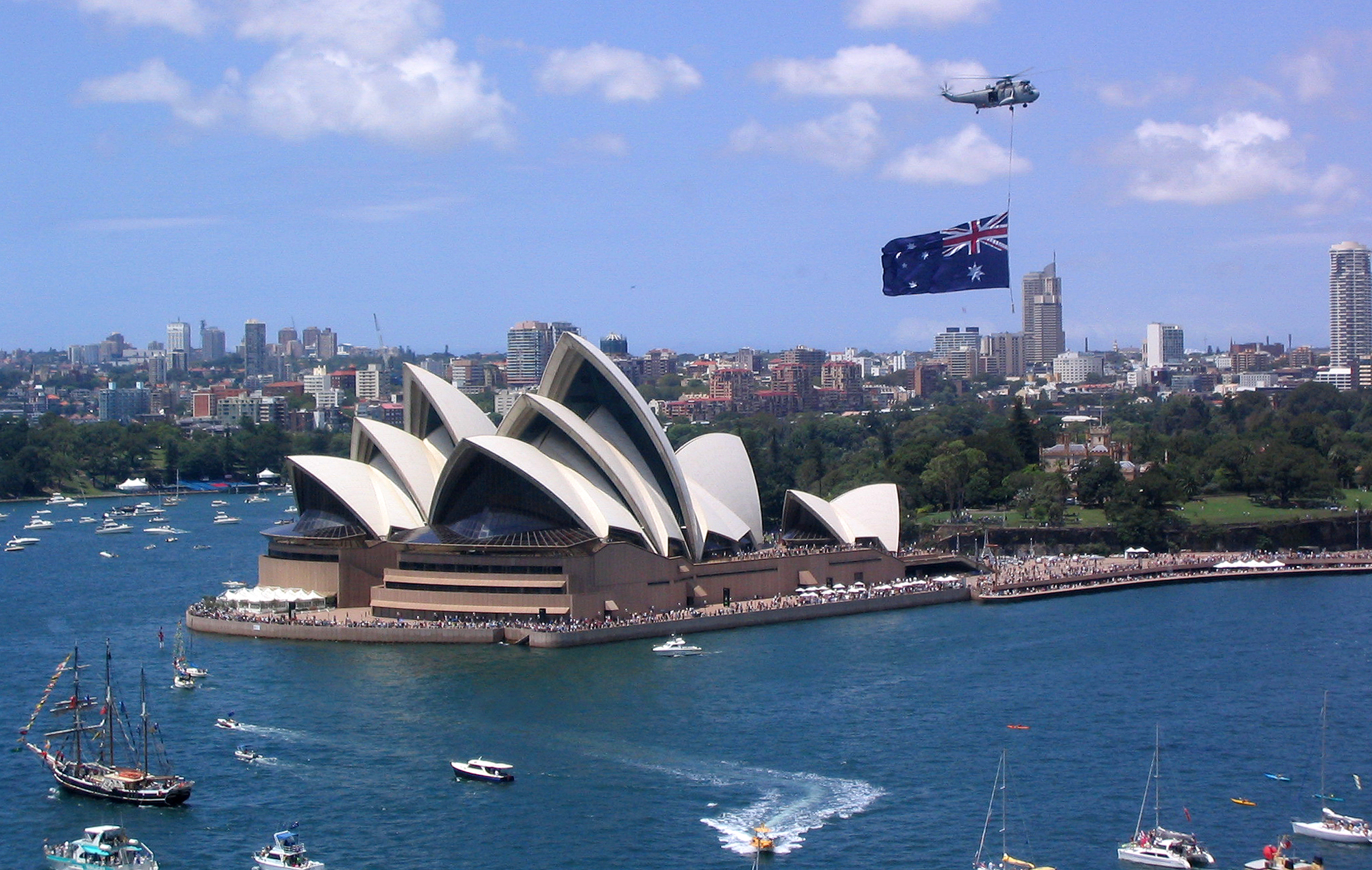

## Funkcje gmachu Opery
Opera w Sydney mieści kilka sal przystosowanych do różnego rodzaju widowisk
- Concert Hall, o 2679 miejscach, siedziba zespołu Sydney Symphony, z estradą koncertową. Wyposażony jest w największe organy świata o trakturze mechanicznej, wyposażone w ponad 10 tysięcy piszczałek
- Joan Sutherland Theatre (Opera Theatre), teatr prosceniowy o 1507 miejscach, siedziba zespołu Opera Australia oraz The Australian Ballet
- Drama Theatre, teatr prosceniowy o 544 miejscach, użytkowany przez Sydney Theatre Company oraz inne zespoły teatralne i baletowe
- Playhouse, teatr studialny o 398 miejscach
- Studio, przestrzeń do zmiennych aranżacji wnętrza mieszcząca najwyżej 400 widzów
- Utzon Room, wielozadaniowa przestrzeń o najwyżej 210 miejscach. Jest to jedyne wnętrze zaprojektowane osobiście przez Utzona, odnowione w 2004 roku pod jego nadzorem
- Forecourt, wielozadaniowa otwarta przestrzeń do swobodnej konfiguracji, w tym możliwość zastosowania monumentalnych schodów jako siedzisk dla widzów

## Literatura
- Sydney Builds an Opera House, Oswald Ziegler Publications Pty. Ltd. Sydney, 1973, ISBN 0-909586-05-5
- Bengt Ingmar Gutberlet, tłum. Barbara Niedźwiedzka: Opera, Sydney/Australia, w: tegoż, 20 najwspanialszych budowli świata. Katowice: Post Factum, 2018, s. 287-299. ISBN 978-83-8110-389-3.Sprawdź autora:2.